# یواس‌اس دلوت (ال‌پی‌دی-۶)
یواس‌اس دلوت (ال‌پی‌دی-۶) (به انگلیسی: USS Duluth (LPD-6)) یک کشتی بود که طول آن ۱۷۳٫۴ متر (۵۶۹ فوت)) overall بود. این کشتی در سال ۱۹۶۵ ساخته شد.